# Adrian Iordan
Adrian Iordan (* 1. Dezember 2001) ist ein moldauischer Leichtathlet, der sich auf den Mittelstreckenlauf spezialisiert hat.

## Sportliche Laufbahn
Erste internationale Erfahrungen sammelte Andreea Adrian Iordan im Jahr 2019, als er bei den U20-Balkan-Hallenmeisterschaften in Istanbul in 1:58,64 min den zweiten Platz im B-Finale im 800-Meter-Lauf belegte. Im Juli belegte er bei den U20-Balkan-Meisterschaften in Cluj-Napoca in 1:55,49 min den fünften Platz über 800 Meter und gelangte über 400 Meter mit 49,93 s auf Rang im C-Lauf. Im Jahr darauf gewann er bei den U20-Balkan-Hallenmeisterschaften in Istanbul in 1:54,99 min die Bronzemedaille über 800 Meter und im September belegte er bei den U20-Balkan-Meisterschaften ebendort in 1:53,91 min den fünften Platz. Kurz darauf wurde er bei den Balkan-Meisterschaften in Cluj-Napoca in 1:53,01 min Dritter im B-Lauf über 800 Meter und belegte mit der moldauischen 4-mal-400-Meter-Staffel in 3:20,12 min den vierten Platz. 2021 gelangte er bei den Balkan-Meisterschaften in Smederevo mit 1:51,72 min auf den zweiten Platz im B-Lauf über 800 Meter und 2023 wurde er bei der 2. Liga der Team-Europameisterschaft im Rahmen der Europaspiele in Chorzów in 1:52,39 min Achter im B-Lauf. Anschließend belegte er bei den Balkan-Meisterschaften in Kraljevo in 1:50,73 min den siebten Platz.
In den Jahren von 2019 bis 2022 wurde Iordan moldauischer Meister im 800-Meter-Lauf im Freien sowie von 2020 bis 2022 auch in der Halle. Zudem wurde er 2020 auch Hallenmeister im 400-Meter-Lauf.

## Persönliche Bestleistungen
- 400 Meter: 49,84 min, 22. Juni 2019 in Chișinău
  - 400 Meter (Halle): 50,88 s, 1. Februar 2020 in Chișinău
- 800 Meter: 1:50,73 min, 23. Juli 2023 in Kraljevo
  - 800 Meter (Halle): 1:54,31 min, 18. Februar 2023 in Dublin